# دیوید وراستو
دیوید وراستو (به مجاری: Verrasztó Dávid) (زادهٔ ۲۲ اوت ۱۹۸۸) شناگر اهل مجارستان است.